# Pseudorhynchus japonicus
Pseudorhynchus japonicus är en insektsart som beskrevs av Tokuichi Shiraki 1930. Pseudorhynchus japonicus ingår i släktet Pseudorhynchus och familjen vårtbitare. Inga underarter finns listade i Catalogue of Life.